# Casa Sports
Casa Sports de Ziguinchor, auch einfach nur Casa Sports genannt, ist ein senegalesischer Fußballverein mit Sitz in Ziguinchor. Es ist der beliebteste Sportverein in der Casamance und die ersten vier Buchstaben der Region geben dem Verein seinen Namen. Aktuell spielt der Verein in der höchsten Liga des Landes, der Senegal Premier League.

## Geschichte
Der Verein wurde 1960 gegründet, dem Jahr, in dem der Senegal unabhängig wurde, und wurde als Foyer de Jeunes de Casamance gegründet. In den frühen 1970er Jahren wurde er in Casamance-Sporting Football Club umbenannt und später auf den heutigen Namen Casa Sports verkürzt. Der erste Titel war der Gewinn des senegalesischen Pokals im Jahr 1979 und der erste Verein aus der Casamance zusammen mit dem Süden Senegals, der einen nationalen Titel gewann. 2012 konnte erstmals die nationale Meisterschaft gewonnen werden.

## Stadion
Der Verein trägt seine Heimspiele im Stade Aline Sitoe Diatta aus, das eine Kapazität von 10.000 Personen hat.

## Erfolge
- Senegalesischer Meister: 2011/12, 2021/22
- Senegalesischer Pokalsieger: 1979, 2011, 2021, 2022
- Senegalesischer Ligapokalsieger: 2010, 2013

## Bekannte ehemalige Spieler
- Bakery Jatta (als Bakary Daffeh)
- Assan Ceesay
- Pape Gningué
- Youssouph Badji
- Malick Mane